# 渡口土家族乡
渡口土家族乡，是中华人民共和国四川省达州市宣汉县下辖的一个乡镇级行政单位。

## 行政区划
渡口土家族乡下辖以下地区：
常乐社区、果坝村、马老山村、甘溪村、龙潭村、立石村、钦家村和甜竹村。